# لويس ألفارو دي أوليفيرا ريبيرو
لويس ألفارو دي أوليفيرا ريبيرو (بالبرتغالية: Luis Álvaro de Oliveira Ribeiro‏) هو شخصية أعمال برازيلي، ولد في 16 ديسمبر 1942 في سانتوس، ساو باولو في البرازيل، وتوفي في 16 أغسطس 2016 في ساو باولو في البرازيل بسبب سرطان.